# Naturschutzgebiet Unteres Peenetal (Peenetalmoor)
Koordinaten: 53° 52′ 7,3″ N, 13° 44′ 36,3″ O

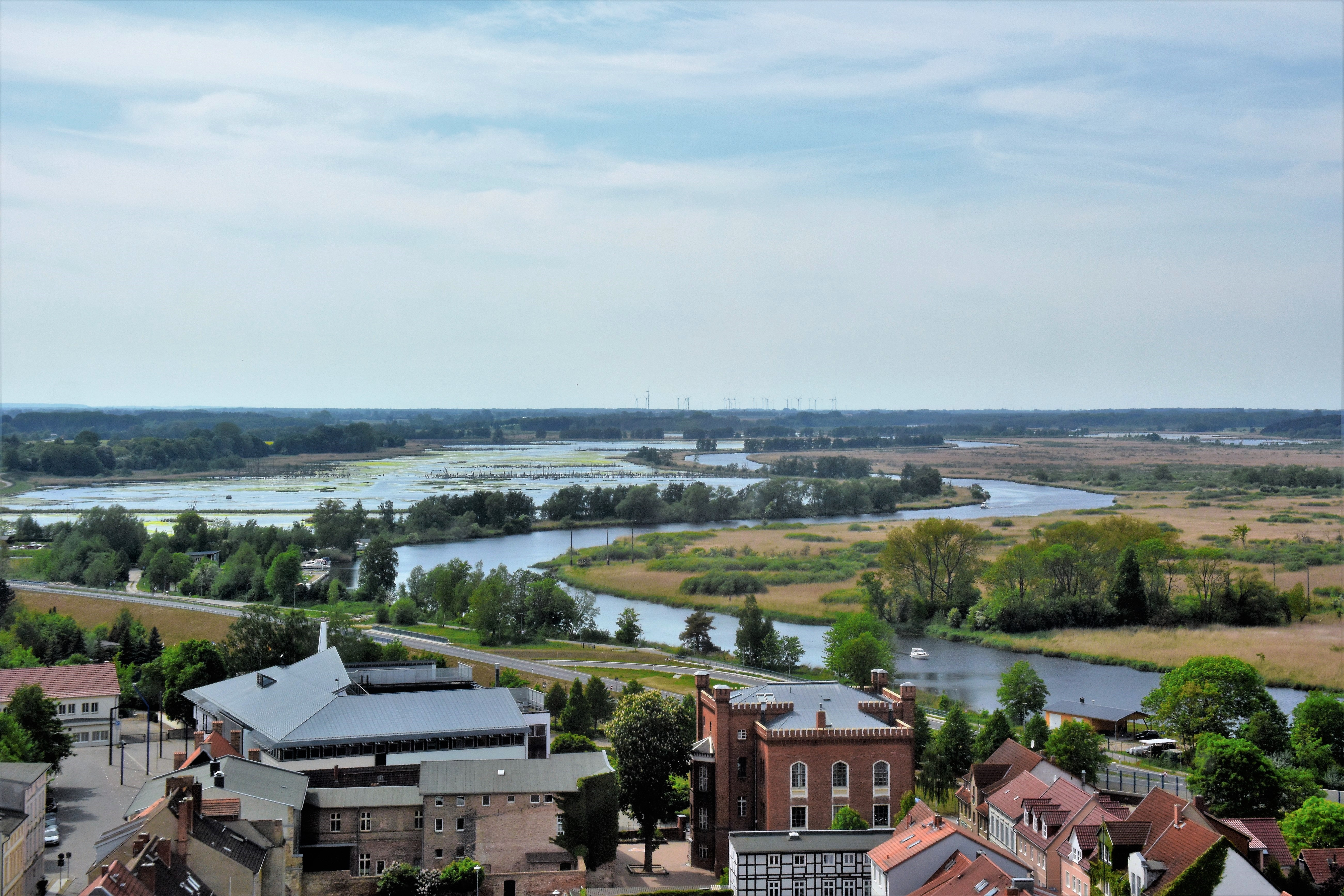
Peenetal

Das Naturschutzgebiet Unteres Peenetal (Peenetalmoor) ist ein 1500 Hektar umfassendes und aus vier Teilgebieten bestehendes Naturschutzgebiet in Mecklenburg-Vorpommern. Es erstreckt sich über elf Kilometer westlich, nördlich und östlich der Stadt Anklam flussbegleitend der Peene. Die Unterschutzstellung erfolgte am 1. März 1979. Der Gebietszustand wird als nur befriedigend eingeschätzt, da die hydrologischen Verhältnisse durch die angrenzenden Poldergebiete gestört sind. Es existieren keine öffentlichen Wege im Gebiet.

## Teilgebiete (von West nach Ost)
- Flächen westlich des Bahndamms mit dem Peendammer Wiesen
- Wiesen an der Bundesstraße 109 südlich des Ortes Relzow
- zentraler Teil mit den Fernen Wiesen südlich der Peene und dem Roten Moor, dem Relzower Bruch und den Kirchwiesen nördlich der Peene
- Insel Schadefähre im Mündungsbereich zum Peenestrom

## Geschichte und Wasserhaushalt
Das Peenetal entstand am Ende der letzten Eiszeit als Schmelzwasserabflussbahn des östlich liegenden Haffstausees. Der Meeresspiegelanstieg im Rahmen der Littorina-Transgression führte zur dauerhaften Überflutung des Tales. Flächenhafte Vermoorung setzte ein. Seit dem 9. Jahrhundert lassen sich mit dem wikingerzeitlichen Handelsplatz Altes Lager bei Menzlin neuzeitliche Besiedlungen unweit westlich nachweisen. Die Schwedische Matrikelkarte aus dem Jahr 1694 zeigt eine fast flächendeckende Weide- und Wiesennutzung der heutigen Schutzgebietsflächen. 150 Jahre später sind auf den Urmesstischblättern Torfstiche und ein engmaschiges Grabennetz zur Entwässerung erkennbar. Der Torfabbau erfolgte bis 1925. Ab den 1940er Jahren wurden die siedlungsfernen Grünlandflächen offen gelassen, so dass sich Röhrichte und Gehölze ausbreiten konnten. Mitte der 1960er Jahre wurde die Flächennutzung bis auf Rohrwerbung auf der Insel Schadefähre ganz eingestellt. Das Gebiet ist seit den 1990er Jahren Bestandteil des Naturschutzgroßprojektes  Peenetal-Landschaft. Seitdem fanden mehrere bauliche Maßnahmen mit dem Ziel der  Wiedervernässung statt.

## Pflanzen- und Tierwelt

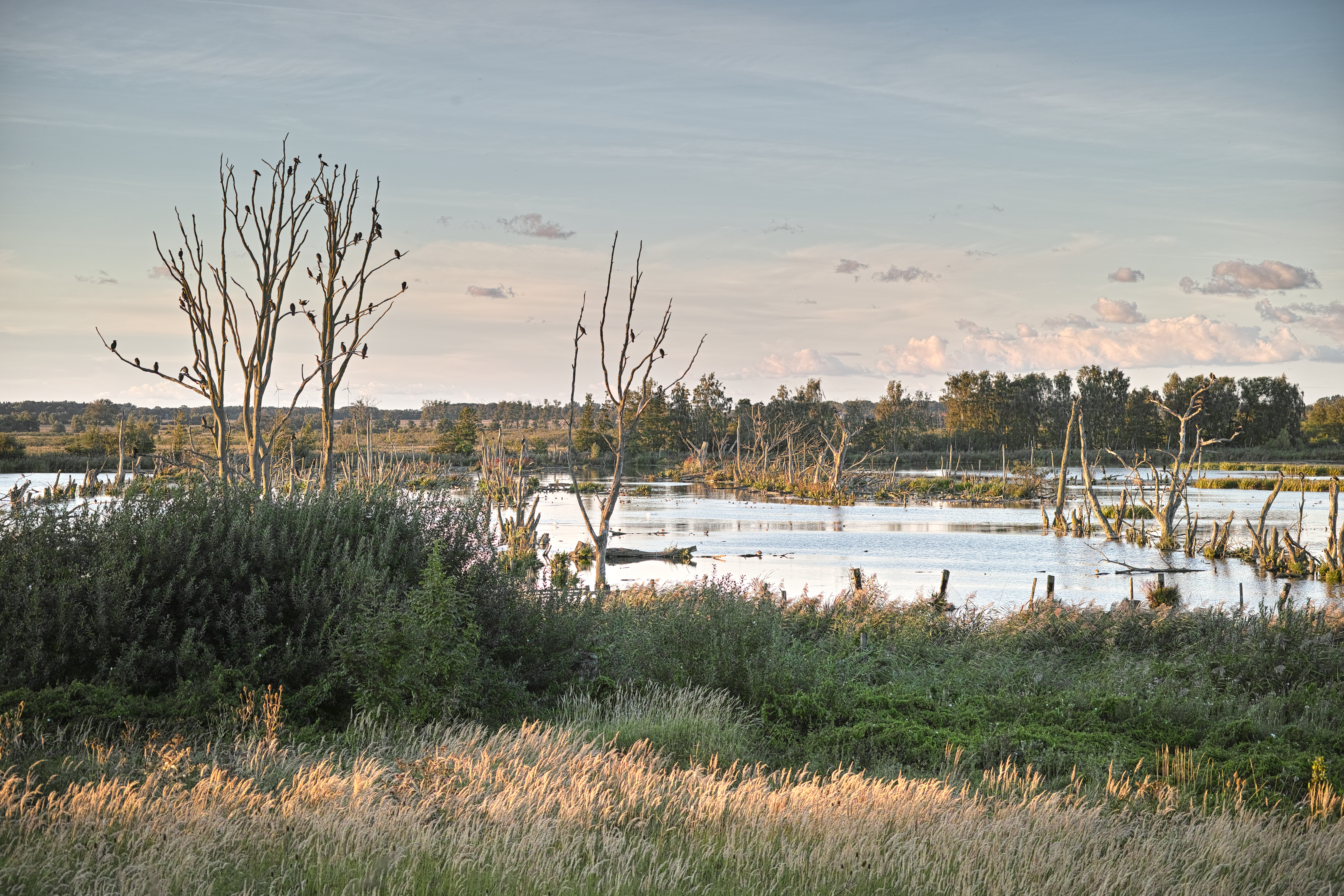
Peenetalmoor Abends

Etwa zwei Drittel der Flächen sind als Überflutungsmoor mit Röhrichten ausgebildet, da sie im Überflutungsbereich der Peene liegen. Die Talrandbereiche werden von Durchströmungsmooren mit Seggen-Braunmoostorfen und Feuchtwiesen eingenommen. Der Torfkörper erreicht heute Mächtigkeiten von 0,2 bis 8,5 Meter. Es finden sich Pfeifengraswiesen mit Trollblume, Breitblättrigem und Steifblättrigem Knabenkraut, Pracht-Nelke, Binsenschneide, Sumpf-Blutauge, Duft-Mariengras, Wiesen-Alant, Sumpf-Schafgarbe, Großem Wiesenknopf und Färberscharte. Auf der Insel Schadefähre ist das Vorkommen eines Wollgras-Wiesenseggenriedes belegt. Das Naturschutzgebiet ist bekannt für seine bedrohten Tagfalterarten wie Baldrian-Scheckenfalter, Großes Wiesenvögelchen, Spiegelfleck und Großer Feuerfalter. Weiterhin wurden 345 Nachtfalterarten nachgewiesen. Der Laufkäfer Carabus menetriesi kommt endemisch im Peenetal vor. Als Brutvögel sind Rohr- und Wiesenweihe, Rohrdommel, Wachtelkönig, Tüpfelralle, Sumpfohreule sowie Rot- und Schwarzmilan hervorzuheben. In den alten Torfstichen finden sich Lachmöwe, Flussseeschwalbe, Brandgans, Löffelente und Schwarzhalstaucher sowie die Limikolenarten Alpenstrandläufer, Brachvogel, Uferschnepfe und Rotschenkel. Die letzten landesweiten Vorkommen des Seggenrohrsängers sind im östlichen Gebietsteil nachgewiesen.